# U.S. Gold
U.S. Gold — британская компания — издатель и разработчик видеоигр. Существовала на этом рынке с начала 1980-х по середину 1990-х. Выпустила ряд игр для 8-, 16- и 32-разрядных платформ.

## История
U.S. Gold была основана в 1984 году в Бирмингеме Джоффом и Анне Браун (Geoff and Anne Brown) как издатель для их компании Centresoft, занимающейся распространением программного обеспечения. Основной целью было переиздание популярных американских компьютерных игр в Великобритании и Европе. Браун продавал игры по цене в 9,99 фунтов — намного меньшей чем в Америке, и выкупал под рекламу полноцветные развороты в компьютерных журналах. В 1985 году компания заявляла об ожидаемом годовом объёме продаж в 6 млн долларов; в том году планировалось продавать 150 игр от 24-х американских компаний, включая сюда 80 игр для Commodore 64.
В то время в Великобритании популярными домашними компьютерами были ZX Spectrum и затем Amstrad CPC, и Браун столкнулся с проблемой конвертации на эти компьютеры американских игр, которые он лицензировал. US Gold договорилась с компанией Ocean Software, находящейся в Манчестере — Ocean была весьма продуктивна в то время, и ей поручили выполнить первые несколько конверсий. Но работать в такой связке было всё сложнее, по мере того как Ocean всё более вовлекалась в разработку своих собственных игр. Браун решает передать разработку в руки независимых разработчиков, а также основывает собственную студию разработчиков. Выбранный план привёл к успеху, что подтолкнуло U.S. Gold к расширению через поглощение небольших компаний-разработчиков и к поиску других лицензий, из которых можно извлечь прибыль. В то же время CentreSoft становится крупнейшим дистрибьютором игр в Великобритании.
U.S. Gold номинировалась на звание «Software House of the Year» в Golden Joystick Awards в 1985 и 1986 годах и получила эту награду в 1988 году. Компания продолжала расширять бизнес в начале 1990-х, но несколько довольно выгодных лицензионных сделок (включая сделку с Lucasfilm Games) не состоялись, что оказало влияние на доходы компании. С тем чтобы консолидировать финансы, Браун объединил U.S. Gold с CentreSoft, сформировав CentreGold Plc Group. Студия разработчиков была выделена в компанию Silicon Dreams, которая в 1994 году приобрела компанию Core Design.
В таком состоянии объединения трёх частей компания просуществовала не очень долго. В апреле 1996 года группа была приобретена компанией Eidos Interactive. Eidos продала CentreSoft, но продолжала поддерживать Core Design в качестве разработчика, хотя и не стала использовать бренд U.S. Gold. Silicon Dreams Studios была продана обратно своему основателю Дж. Брауну и стала основой для его нового предприятия Geoff Brown Holdings (GBH).

## Игры
- World Cup Carnival

- Summer Games
- Summer Games II
- Winter Games
- World Games
- California Games
- California Games II
- The Games: Summer Edition
- The Games: Winter Edition
- Olympic Gold
- Winter Olympics
- Olympic Summer Games

- Street Fighter
- Final Fight
- Street Fighter II
- Ghouls 'n Ghosts
- Mercs
- Forgotten Worlds
- Strider
- Strider 2